# Nagasaribu IV
Nagasaribu IV is een bestuurslaag in het regentschap Humbang Hasundutan van de provincie Noord-Sumatra, Indonesië. Nagasaribu IV telt 851 inwoners (volkstelling 2010).